# میهائلا بوتزان
میهائلا بوتزان (رومانیایی: Mihaela Botezan؛ زادهٔ ۲۱ نوامبر ۱۹۷۶) دونده دو استقامت اهل رومانی است. وی در بازی‌های المپیک تابستانی ۲۰۰۴ شرکت کرده‌است.